# باريس تورز 1907
باريس تورز 1907 هو سباق دراجات هوائية، وهو الموسم رقم 4 من باريس تورز، وأقيم في 1907.
فاز بالمركز الأول جورج باسيريو، وبالمركز الثاني André Pottier ‏، وبالمركز الثالث إميل جورجيت.

## الفائزون
| الترتيب | الفائز         |
| ------- | -------------- |
| الفائز  | جورج باسيريو   |
| الثاني  | André Pottier ‏ |
| الثالث  | إميل جورجيت    |